# أوسكار لانغ
أوسكار لانغ (بالسويدية: Oskar Lang)‏ هو لاعب هوكي الجليد سويدي، ولد في 4 ديسمبر 1996 في السويد.

## وصلات خارجية
- أوسكار لانغ على موقع EliteProspects.com (الإنجليزية)
- أوسكار لانغ على موقع HockeyDB.com (الإنجليزية)